# Roman einer Tänzerin
Roman einer Tänzerin (Originaltitel: The Men in Her Life) ist ein US-amerikanischer Spielfilm aus dem Jahr 1941 über den mühevollen Aufstieg einer begabten Tänzerin zur gefeierten Primaballerina und den emotionalen Preis, den sie für ihren Erfolg zahlen muss. Die Hauptrollen spielen Loretta Young und Conrad Veidt unter der Regie von Gregory Ratoff. Der Film ist mit seiner Schilderung des Konflikts der Heldin zwischen Karriere und Gefühl ein typisches Beispiel des „woman’s picture“.

## Handlung
Polly Varley verdient ihr Geld als Kunstreiterin in einem heruntergekommenen Wanderzirkus. Ihr Traum ist es jedoch, als Ballerina Erfolge zu feiern. Eines Tages besucht Stanislas Rosing, ein ehemals berühmter Tänzer, den Zirkus und erkennt die Möglichkeiten und das Talent von Polly.
Nach zwei Jahren härtester Routine und endloser Trainingsstunden ist Polly, die jetzt den Künstlernamen Lina Varasvina angenommen hat, bereit, in der Öffentlichkeit aufzutreten. Da trifft sie überraschend Sir Roger Chevis, einen jungen, attraktiven Adligen. Beide verlieben sich Hals über Kopf. Stanislas warnt seinen Protegé eindringlich vor den Gefahren einer zu engen emotionalen Bindung. Um Erfolg zu haben, so Rosing, müsse eine Ballerina auf jede Form von persönlichem Glück verzichten und ihre ganze Energie dem Tanzen widmen.
Lina, alias Polly beherzigt den Ratschlag und feiert schon bald Triumphe auf den Bühnen der Welt. Als Lina erkennt, wie sehr Rosing sich in sie verliebt hat, erklärt sie sich bereit, ihn zu heiraten. Auf der Hochzeitsreise, die eher einer weltweiten Serie von Auftritten gleichkommt, lernt Lina den jungen und sehr reichen Amerikaner David Gibson kennen und lieben. Während Lina in dem eigens von Stanislas choreographierten Stück „Der Tanz der weißen Rose“ den größten Erfolg ihrer Laufbahn feiert, stirbt ihr Ehemann hinter der Bühne.
Tief getroffen beschließt Lina, ihre wahren Gefühle zu verleugnen und nur noch für den Tanz zu leben. Ihr neuer Impresario Victor hilft Lina, immer neue Höhepunkte in ihrer Karriere zu erreichen. Aus Dankbarkeit und um nicht allein zu bleiben, will sie Victor heiraten, endet jedoch mit David vor dem Traualtar. Die Ehe ist unglücklich und kurz nach der Hochzeit erkennt Lina, dass sie von David schwanger ist. Unmittelbar nach der Geburt ihrer Tochter Rose kommt es zum Eklat und die Eheleuten lassen sich scheiden. Schweren Herzens verzichtet Lina auf ihr Kind und überlässt David die Erziehung. Innerlich gebrochen, hat Lina keine Kraft mehr, öffentlich aufzutreten. Am Ende jedoch versöhnen sich David und Lina und die Familie lebt in großem Reichtum in New York.

## Hintergrund
Loretta Young beendete Anfang 1939 ihren langjährigen Studiovertrag mit 20th Century Fox im Streit. Darryl F. Zanuck ließ die Schauspielerin auf eine sog. schwarze Liste setzen, so dass die anderen Filmstudios sich weigerten, Young zu engagieren. Schließlich gelang es Youngs Agenten Myron Selznick, einen Vertrag mit Columbia Pictures abzuschließen. Die Gage lag mit US-Dollar 50.000 pro Film zwar deutlich unter dem, was Loretta Young bislang verdiente, der Deal verhalf ihr jedoch am Ende zu dem erhofften Comeback. Roman einer Tänzerin war der dritte Film unter dem laufenden Vertrag und begann zunächst unter dem Titel Tonight Belongs to Us, um dann in Woman of Desire umbenannt zu werden. Für den Verleih wählte das Studio schließlich The Men in Her Life, eine effektive, wenn auch unsubtile Zusammenfassung der wesentlichen Handlung. Das Drehbuch basiert auf dem Roman Ballerina von Eleanor Smith, einer profilierten Autorin der Zeit. Loretta Young bereitete sich intensiv auf ihre Rolle vor und trainierte mit der American Ballett Company. Obwohl ihr ein Double zur Verfügung stand, absolvierte die Schauspielerin viele Tanzszenen persönlich.

## Erzählstruktur
Mit dem Ausdruck „woman’s picture“ werden in der amerikanischen Filmtheorie Filme bezeichnet, die, genreübergreifend, die Schicksale von Frauen und dabei vor allem ihre emotionalen Konflikte innerhalb einer restriktiven Umwelt in den Mittelpunkt der Erzählung stellen.

„Ein ‚woman’s picture‘ ist ein Film, der die Versuche einer Frau schildert, die emotionalen, sozialen und psychologischen Probleme zu lösen, die sich aus ihrer Identität als Frau ergeben.“

Gemeinsam ist allen Filmen, dass die Heldin im Verlauf der Handlung in die Lage versetzt wird, die Geschehnisse und damit ihr eigenes Schicksal aktiv und selbstbestimmt in ihrem Sinn zu beeinflussen, unabhängig von den Widerständen der – hier zumeist männlich dominierten – Gesellschaft.
Roman einer Tänzerin ist ein typisches Beispiel für den Verzicht als Form erfolgreicher Autonomie für die Frau. Polly alias Lina verzichtet bewusst auf die Erfüllung romantischer Gefühle und privates Glück, um sich ganz einem höheren Ziel, hier ihrer Karriere als Tänzerin, zu verschreiben. Sie ist dabei jedoch keine „gewöhnliche“ Frau, sie ist eine Ausnahme, sie ist außergewöhnlich und sie nimmt klaglos alle Leiden und Anfechtungen an, die sich aus dieser Ausnahmestellung, die ihr ihr Talent ermöglicht, ergeben. Darin liegt auch die Botschaft für die weiblichen Zuschauer, dass Selbstbestimmung und der Kampf für die eigenen Ideale nur mit großen Opfern, vorzugsweise dem dauerhaften Verzicht auf Liebe und privates Glück, verbunden sind. Unausgesprochen wird die Zuschauerin aufgefordert, sich selbst die Frage zu beantworten, ob sie persönlich bereit wäre, diesen hohen Preis zu zahlen, um ein autonomes Leben wie die Heldin zu führen.
Der Film verdeutlicht allerdings neben der emanzipatorischen Botschaft von gleichen Rechten für Frauen parallel die restriktive Aussage, dass Erfolg zum einen lediglich Ausnahmefrauen zukommen und zum anderen nur für den Preis des dauerhaften Verzichts auf die eigentliche Berufung einer Frau in Form von Ehe und Mutterschaft zu haben ist. Diese kontradiktorische Erzählstruktur ist typisch für den „woman’s picture“ und ein wesentliches Strukturelement.
Die Grundkonstellation, die eine ambitionierte Frau zwischen Liebe und Karriere der Verpflichtung gegenüber ihrem Mentor und der Liebe zu einem anderen Mann schildert, findet sich in zahlreichen Filme der Ära wie Maienzeit, Die roten Schuhe, Der letzte Schleier aus dem Jahr 1946, in dem Ann Todd erst unter dem harten Regiment von James Mason zur erfolgreichen Pianistin reift, und Frank Borzages I've Always Loved You von 1946.

## Rezeption
In der New York Times fand Bosley Crowther unfreundliche Worte für den weiblichen Star:

„Loretta Young ist keine gute Schauspielerin; sie posiert über die Maßen und ist auf fast lachhafte Weise als Tänzerin fehlbesetzt.“

Mit Lob für Loretta Young und Conrad Veidt ließ sich dagegen Variety vernehmen:

„Loretta Young tut viel, um die Aufmerksamkeit zu halten, und erhält dabei starke Unterstützung durch Conrad Veidt.“

## Auszeichnungen
Der Film ging in die Oscarverleihung 1942 mit einer Nominierung in der Kategorie
- Bester Ton – John P. Livadary